# Église Notre-Dame de Lillebonne
Pour les articles homonymes, voir Église Notre-Dame.
L'église Notre-Dame de Lillebonne est une église de culte catholique située dans la commune de Lillebonne, dans le département du Seine-Maritime, en France.

## Histoire

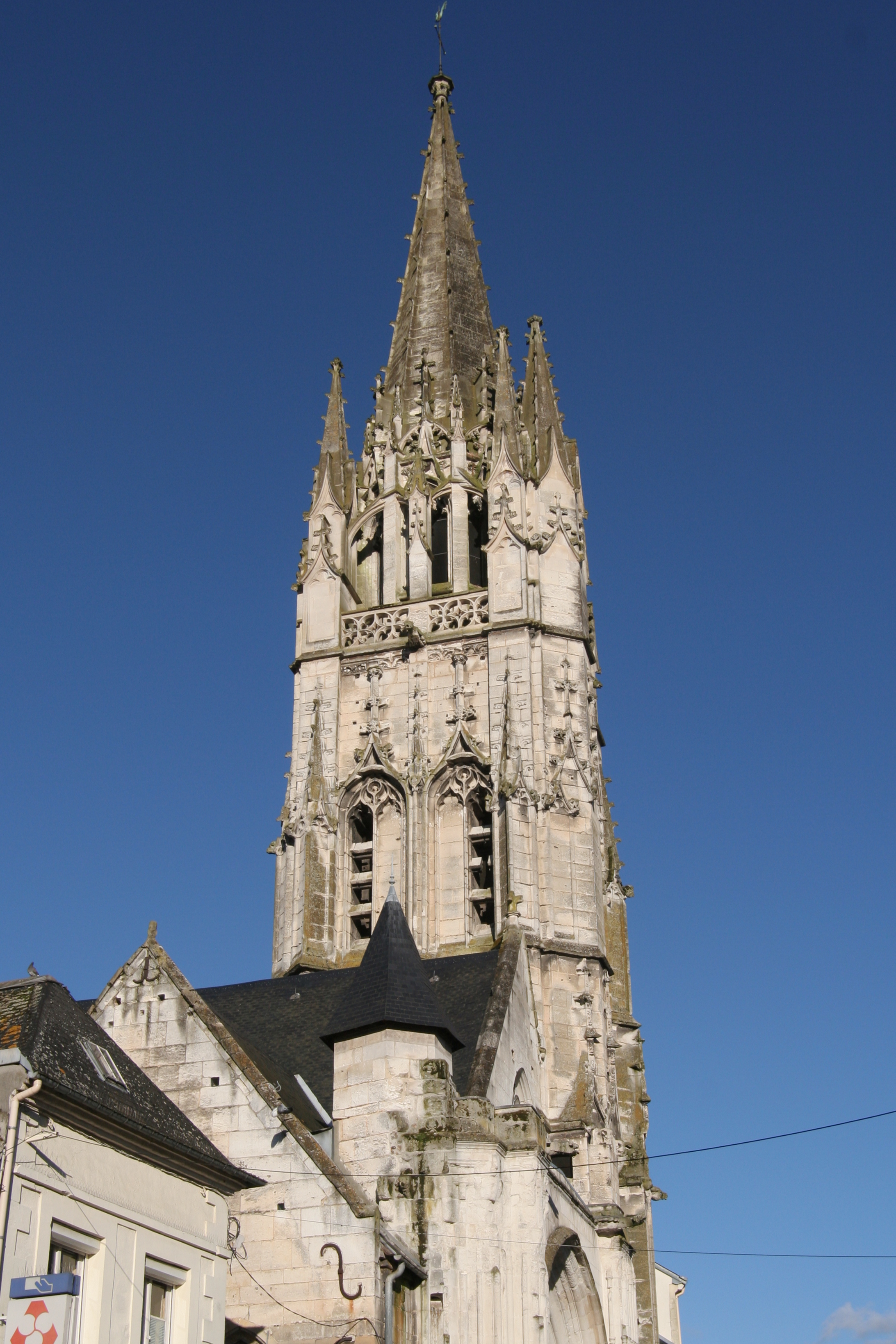
Le clocher de l'église.

L'église est construite au début du XVIe siècle en plusieurs phases. Elle est profondément remaniée à la fin du XIXe siècle et au début du XXe siècle : nef et chœur en 1873-1874 par l'architecte Georges Simon, sacristies en 1888 et 1903 par les architectes Marical et Lucien Lefort respectivement.
L'église bénéficie de multiples protections au titre des monuments historiques : classement sur la liste de 1846 pour le clocher, classement en 1929 pour le portail, et inscription en 2009 pour le reste de l'église.

## Mobilier
Deux objets sont répertoriés comme monument historique à titre objet ; une chaire à prêcher du XVIIIe siècle et une peinture du peintre Le Pilleur du XIXe siècle tous deux inscrits en 1984.